# نويل ماكفرلين
نويل ماكفرلين (بالإنجليزية: Noel McFarlane)‏ هو لاعب كرة قدم أيرلندي، ولد في 20 ديسمبر 1934. لعب مع مانشستر يونايتد.